# T-46
Le T-46 est un char léger expérimental soviétique destiné à aider l’infanterie, conçu comme tentative d'améliorer les chars BT et T-26 (char soviétique le plus présent dans les années 1930), devenus obsolètes. Au moins 4 unités ont été produites et testées à partir de 1937, montrant des résultats globalement positifs. Cependant, en raison d'un certain nombre de choix de conception entrainant des couts élevés, la production en série n'a jamais eu lieu. Les chars produits furent quand même utilisés durant la guerre d'Hiver ou en position fixe de défense autour de Moscou.

## Histoire et développement
À partir de 1935, les ingénieurs soviétiques entreprennent le projet de réaliser un nouveau char léger et rapide devant remplacer le T-26. Le T-46 est un peu plus lourd que les chars BT mais comme eux, équipé d’une suspension Christie et convertible (marche sur roues ou sur chenilles). Le T-46 n’est qu’une version plus rapide du T-26 car il en conserve la caisse, la tourelle et d'autres équipements. La production devait compter 70 chars. Cependant, seuls 4 exemplaires sont produits et mis en service. Aucune production de masse n'est lancée. La principale raison est que le T-46 est bien trop compliqué à produire et comme la production des chars BT continue, il est jugé inutile de produire un char similaire.
Un seul régiment utilisa des T-46 durant la guerre d'Hiver contre la Finlande en 1940, durant laquelle l'Armée rouge subit un revers humiliant. Quelques prototypes de T-46 sont déployés en octobre 1941 dans une tentative désespérée d'arrêter l'avancée allemande vers Moscou. Les T-46 n'ont jamais vraiment été engagés dans un combat réel. Ils ont aussi été utilisés dans une ligne de défense statique, dépourvus de roues ou de chenilles, et enterrés dans le sol comme des tourelles émergentes de casemates (« pillbox (en) ») blindée.

## Caractéristiques techniques
L’équipage est composé de 3 hommes : un chef de char (qui fait aussi office d’opérateur radio et de chargeur), un tireur et un pilote. Le T-46 est équipé d’un moteur GAZ T-26 Gasoline de 330 chevaux (soit 21,277 ch/t), ce qui lui permet d’atteindre une vitesse sur route de 80 km/h avec des roues et de 58 km/h avec des chenilles. Ce char mesure 5,48 m de long, 2,33 m de large et 2,29 m de haut. Il pèse 10,3 t. Il est équipé d’un canon 20-K de 45 mm, de 2 mitrailleuses DT-29 de 7,62 mm et d'un lance-flammes KS-45. Son blindage est compris entre 8 et 15 mm.

## Exemplaires survivants
Aucun T-46 complet n'est visible actuellement. Il existe cependant 2 exemplaires partiels exposés en Russie :
- au musée central de la Grande Guerre patriotique de Moscou : T-46 sans châssis. Découvert en 2001 par l'association Vysota près du village de  Sosnovo  (situé dans l'isthme de Carélie, près de Leningrad). Restauré sous la direction du Ministère de la Défense russe, il est finalement inclus en 2004 dans l'exposition permanente du musée[4].

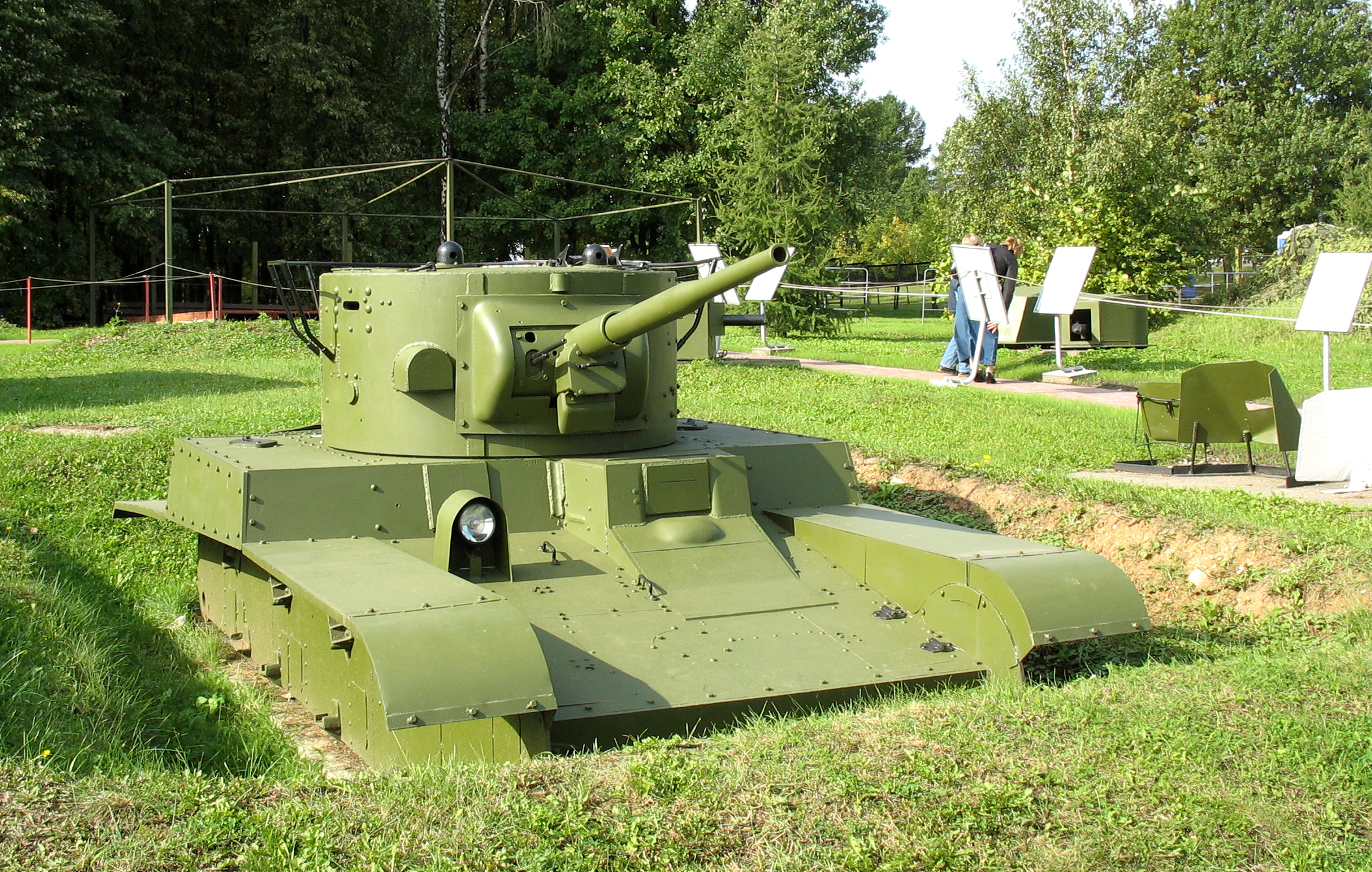

- au musée des Blindés de Koubinka : caisse et tourelle de T-46. Exemplaire découvert également dans l'Isthme de Carélie par des ferrailleurs finlandais. Acquis et cédé au musée par un collectionneur privé (Dmitry Bushmakov) le 29 juin 2013.Il est actuellement en cours de restauration[2].

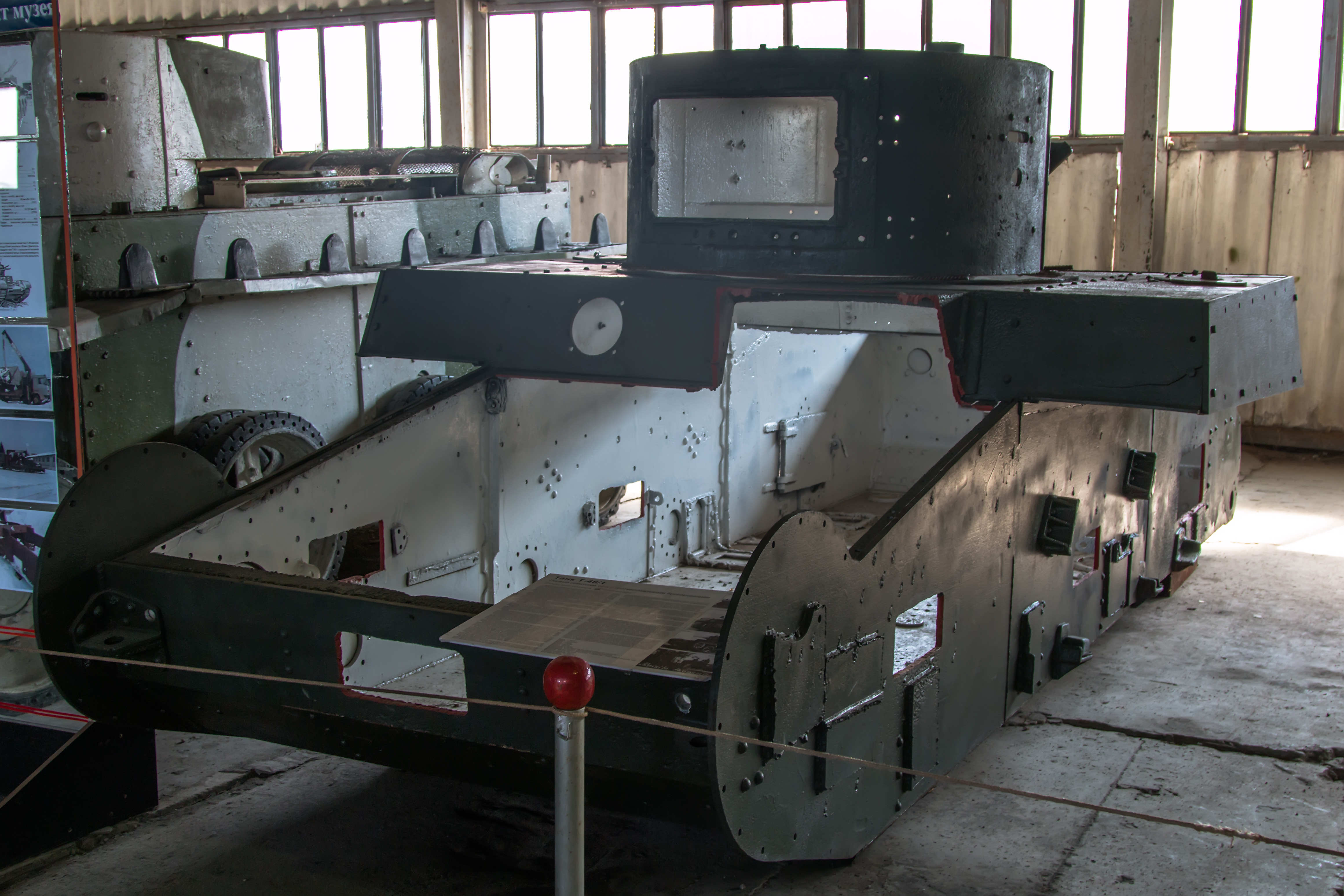